# Новосілко-Опарська сільська рада
| Новосілко-Опарська сільська рада — колишній орган місцевого самоврядування у Миколаївському районі Львівської області з центром у с. Новосілки-Опарські. Історична дата утворення: в 1939 році. Водоймища на території, підпорядкованій даній раді: річка Дністер. Сільраді були підпорядковані населені пункти: - с. Новосілки-Опарські - с. Листв'яний - с. Мала Горожанна - с. Сайків |

## Склад ради
- Сільський голова: Яруш Емілія Марківна
- Секретар сільської ради:
- Загальний склад ради: 18 депутатів

### Керівний склад ради
| ПІБ                  | Основні відомості                                                                    | Дата обрання | Дата звільнення |
| -------------------- | ------------------------------------------------------------------------------------ | ------------ | --------------- |
| Яруш Емілія Марківна | Сільський голова, року народження, освіта, позапартійна                              | 26.03.2006   | 31.10.2010      |
| Яруш Емілія Марківна | Сільський голова, 1956 року народження, освіта вища, Політична партія 'Наша Україна' | 31.10.2010   |                 |

Примітка: таблиця складена за даними джерела

### Депутати
Результати місцевих виборів 2010 року за даними ЦВК
| № зп                                                | № округу                                            | Прізвище, ім'я, по батькові                         | Дата визнання обраним                               | Відомості про обраного депутата                     |
| Політична партія Всеукраїнське об’єднання "Свобода" | Політична партія Всеукраїнське об’єднання "Свобода" | Політична партія Всеукраїнське об’єднання "Свобода" | Політична партія Всеукраїнське об’єднання "Свобода" | Політична партія Всеукраїнське об’єднання "Свобода" |
| Самовисування                                       | Самовисування                                       | Самовисування                                       | Самовисування                                       | Самовисування                                       |
| --------------------------------------------------- | --------------------------------------------------- | --------------------------------------------------- | --------------------------------------------------- | --------------------------------------------------- |